# Pupov
Pupov (1096 m) – najwyższy szczyt Gór Kisuckich (słow. Kysucká vrchovina) w północnej Słowacji. Znajduje się na wschodnim krańcu tego pasma, w wododziałowym grzbiecie, który poprzez przełęcz Rovná hora łączy się z pasmem Małej Fatry. Grzbiet ten oddziela zlewnię Orawy od zlewni Varínki. W zachodnim kierunku odchodzi od Pupova długi i stosunkowo płaski grzbiet z wierzchołkiem Na Pupove (1059 m). W swojej końcowej części grzbiet ten opada na południowym zachodzie w widły Vrátňanki i potoku Struháreň. Południowe stoki tego grzbietu opadają do doliny Bielego potoku, północno-zachodnie do doliny potoku Struháreň, północno-wschodnie do doliny potoku o nazwie Dolinskẏ potok (w zlewni Zazrivki).
Pupov wznosi się nad miejscowościami Terchová i Zázrivá. Jego grzbiet i zbocza niemal w całości porasta las świerkowy. Nie prowadzi też przez niego żaden znakowany szlak turystyki pieszej. Jedynie jego południowymi stokami, leśną drogą biegnącą zboczami ponad doliną Bielego Potoku, poprowadzono szlak turystyki rowerowej.
W osadzie Jánošíkovci na północno-zachodnich stokach Pupova urodził się w 1688 r. i wychował znany zbójnik Juraj Jánošík.